# Верхньоназаргулово
Верхньоназаргу́лово (рос. Верхненазаргулово) — присілок у складі Кувандицького міського округу Оренбурзької області, Росія.

## Населення
Населення — 250 осіб (2010; 409 у 2002).
Національний склад (станом на 2002 рік):
- башкири — 96 %